# Carlos Martínez Álvarez
Carlos Martínez Álvarez (Pravia, 30 september 1955) is een Spaanse pantomime-acteur. Hij heeft deel uitgemaakt van verschillende theatergroepen en hij heeft lesgegeven in pantomime op middelbare scholen, aan de universiteit van Zaragoza en bij vele internationale kunstseminars. Hij heeft twee handleidingen over pantomime gepubliceerd: 'In Silence' en 'Word of Mime' ('In stilte' en 'Woorden door Pantomime').

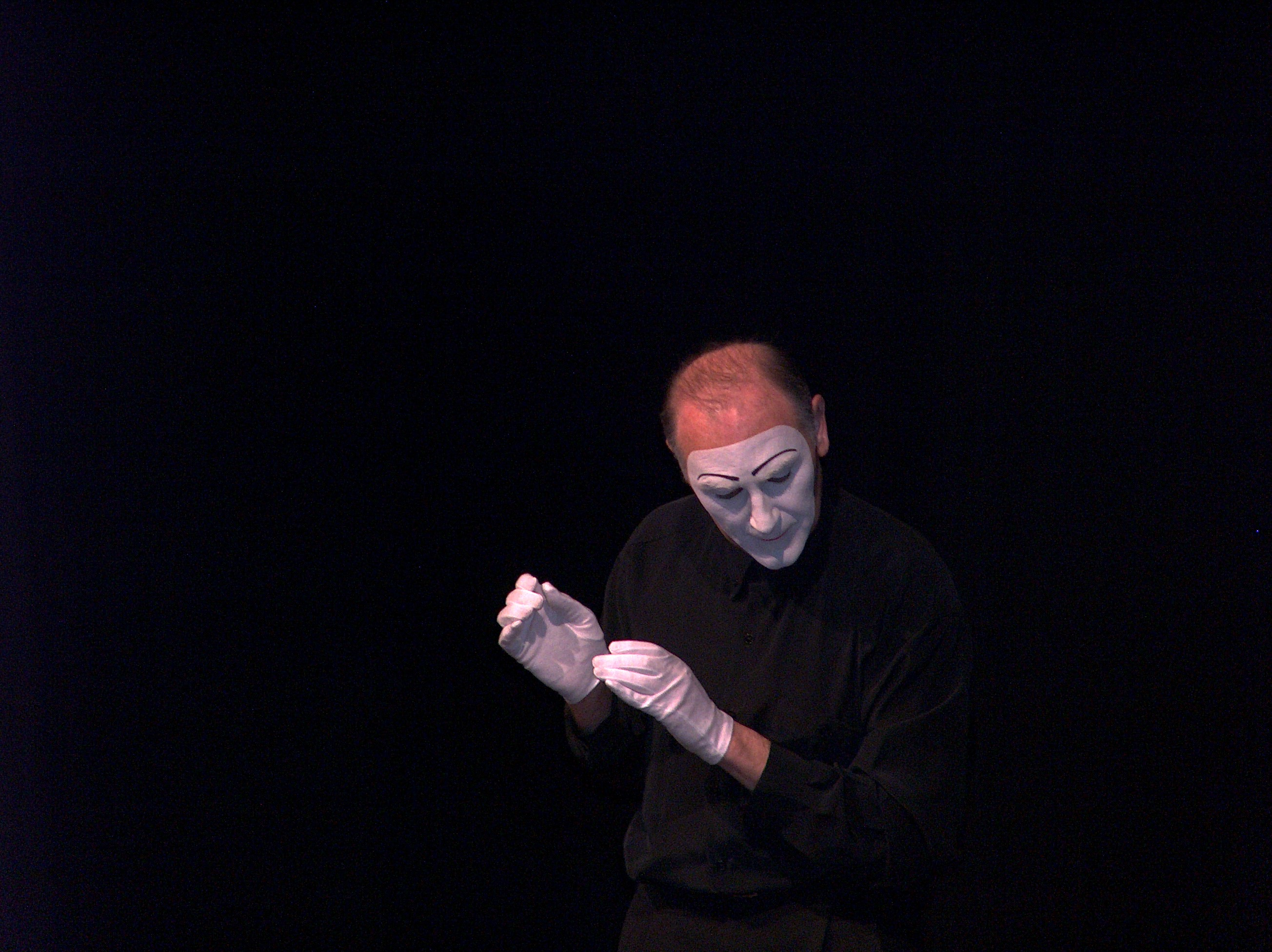
Carlos Martínez in een pantomime voorstelling

## Biografie
Toen hij 12 jaar was is hij verhuisd naar Barcelona waar hij snel zijn liefde voor het toneel ontdekte toen hij in een buurttheater werkte. Hij volgde lessen aan de pantomimeschool 'Taller de Mimo y Teatro Contemporáneo' (1980), aan de school voor uitvoerende kunsten 'El Timbal' (1981) en bij verschillende leraren, zoals Manuel Carlos Lillo en Jorge Vera (1982–1987).
Vanaf 1982 werkte Carlos Martínez professioneel als  pantomime-artiest. Hij heeft over heel de wereld opgetreden met zijn eigen, persoonlijke taal die zijn mediterrane achtergrond en humor combineert met een precieze techniek en ritme.
Onder de regie van Mercè Saumell heeft hij een aantal shows ontwikkeld, zoals 'Boeken zonder woorden', 'Stille nacht' (met medewerking van een aantal van zijn studenten), 'PianOmime' (met de Duitse pianist-componist Johannes Nitsch), 'Mijn bijbel', 'De mensenrechten' en de compilatie 'Hand gemaakt'.
Hij heeft uitgebreide tournees door Europa gemaakt met de Zahorí theatergroep met de voorstelling 'De gouden regel/Leren door doen — Een viering van de verschillen in een Open Europa'. Dit innovative project ging over het gebruik van drama in volwasseneducatie en werd gesponsord uit het Socrates-fonds van de EU.

## Prijzen en vermeldingen
- Opgetreden op het kunstfestival Mime Champagne en Mim D’Or in Frankrijk.
- Televisie-optredens gedaan voor BBC, TVE, TV3, ZDF.
- Zijn voorstelling 'Hand Made' ontving een publieksprijs als de beste voorstelling van het 2004 Almada Theatre Festival.[4][5]
- De Duitse organisatie Bibel und Kultur[6] heeft Carlos Martínez hun jaarlijkse prijs van 2002 toegekend, welke naar een artiest gaat die Bijbelse inhoud door media en moderne kunst uitdraagt.
- In november 2006 werd de productie "Human Rights" genomineerd voor de Adam Award van het International Sabaoth Filmfestival uit Milaan.
- Zijn voorstelling 'Books Without Words' ontving een publieksprijs als de beste voorstelling van het 2009 TEATROAGOSTO Festival (Fundão, Portugal).[7]

## Boeken en dvd's
- Boek: In Silence (1992), gepubliceerd in Spanje, Nederland, Duitsland, Frankrijk en Spanje.
- Boek: Word of Mime (1995), gepubliceerd in Duitsland en Frankrijk.
- Boek: Ungeschminkte Weisheiten (2009, gepubliceerd in Duitsland)[8]
- Boek: From the Dressing Room (2011, gepubliceerd in Engeland)[9]
- Boek: Desde el camerino (2011, gepubliceerd in Spanje)[10]
- Boek: Der Poet der Stille (2020, gepubliceerd in Duitsland)[11]
- dvd: My Bible (2003)
- dvd: Human Rights (2005)
- dvd: Hand Made (2007)[12]
- dvd: Books without Words (2012)[13]
- dvd: Still My Bible (2016)